# البيان (صحيفة إماراتية)
جريدة البيان يومية سياسية شاملة تصدر في دبي في الإمارات العربية المتحدة. تأسست في 10 مايو عام 1980. وتصدر معها ثلاث ملاحق يومية «البيان الرياضي» و«البيان الاقتصادي» و«الحواس الخمس». كما ويصدر معها يوم الأحد ملحق ثقافي بعنوان «مسارات» ويصدر يوم الجمعة ملحق «كتب» وملاحق أخرى.

## التاريخ والتأسيس
- بأمر من الشيخ راشد بن سعيد آل مكتوم صدر العدد الأول للبيان في 10 مايو 1980 في 20 صفحة لتصدر بشكل يومي مكان جريدة اخبار دبي الأسبوعية.[2]
- عام 1983 تأسس «البنك العربي للمعلومات» داخل المركز بقصد بناء قاعدة عصرية واسعة للمعلومات فنشط على تجميع وتصنيف بيانات حول 17 محوراً رئيسياً و220 عنواناً فرعياً في ميادين السياسة والاقتصاد والأعمال والثقافة والدين على الصعيد المحلي بالإضافة إلى الخليجي والعربي ثم الدولي وتم ربط البنك بمكتبة الكونغرس عبر خط هاتفي ساخن ليس لإثراء العمل الصحافي داخل المؤسسة فقط وإنما بغية إعانة الباحثين والمتخصصين من خارجها.[3]
- 1998 تم اطلاق الموقع الإلكتروني لجريدة البيان http://www.albayan.ae/
- عام 2003 تم اطلاق خدمة الرسائل النصية عبر الهاتف
- في مارس 2003 خدمة الرسائل الهاتفية الإخبارية عبر الــ SMS بواسطة رسائل نصيّة قصيرة عبر الهاتف المتحرك[3]
- عام 2005 تم الجمع بين الصحيفة الورقية والالكترونية عبر موقعها وتشرف على الموقع موزة فكري وخلال الأعوام في عمر الجريدة تم تطوير الجريدة الورقية والموقع لمواكبة التطورات في عالم الصحافة والصحافة الالكترونية
- 2011 بادرت لمواكبة التطورات التقنية في العالم فأطلقت موقعها بحلة عصرية تفاعلية تشمل أحدث التقنيات في عالم الصحافة الإلكترونية كما أطلقت البيان صفحاتها الخاصة على مختلف مواقع التواصل الاجتماعي مثل "الفيسبوك" و"التويتر" و"جوجل+" و" لينكد إن كما أطلقت أيضا قناة خاصة على موقع اليوتيوب وعبر هذه القناة دشّنت سلسلة "دردشات البيان" لتكون ثاني صحيفة عربية تطلق هذه الدردشات، وقد استقطبت قناة البيان على اليوتيوب أكثر من 4.2 مليون مشاهدة خلال عامها الأول.[3]
- 2012 استطاعت البيان أن تحقق المركز الأول «عربيا» على قائمة أكثر الصحف العربية حضورا على شبكات التواصل الاجتماعي والتي تصدرها مجلة فوربس الشرق الأوسط.[3]

## الجريدة الخضراء
وقد نالت الجريدة لقب الجريدة الخضراء بسبب استخدام مكونات للورق قابله للتدوير وغير مضرة للبيئة.

## الأقسام
تتميز جريدة البيان بالتجدد والتطوير واستحداث الأقسام الجديدة والأفكار المميزة بالإضافة للشراكات مع بعض المؤسسات ليتم نشر كل ما هو مميز واستخدام احدث الوسائل التقنية للخروج بنتائج مميزة.

## الأقسام الثابتة
- عبر الإمارات: هو قسم يتعلق بما يحدث في الإمارات واخبار المجتمع فيها
- عالم واحد: فسم يختص بالأمور الدولية والاحداث بالعالم ويترافق مع الصور والتحليلات المرافقة للأخبار المصدر
- الملحق الاقتصادي المصدر موقع الجريدة
- الملحق الرياضي
- خمس حواس: وهو قسم يختص بنشر الأخبار الخفيفة والمسلية واخبار ثقافية ومنوعة من العالم

## اقسام أخرى
- ملحق كتب كل يوم ثلاثاء ويتم عرض الكتب والروايات الجديدة وأكثر الكتب مبيعًا وغيرها من المواضيع الثقافية المتعلقة بالنشر والكتاب (المصدر )

ملحق البيان الصحي: بالتعاون مع هيئة الصحة في دبي (المصدر )
- صفحة المعرفة: أعلنت مؤسسة محمد بن راشد آل مكتوم، إطلاقها لـ“صفحة المعرفة،” اعتباراً من 21 سبتمبر 2014 والتي ستختص بعرض مقالات لمجموعة من أشهر الكتاب العرب والعالميين حول شؤون الثقافة والمعرفة، ونشر الآراء والدراسات والتعرف على أفضل الممارسات في مجالات العلوم كافة. (المصدر جريدة البيان بتاريخ 20 سبتمبر 2014) (المصدر )
- البيان ديجيتال
- البيان مباشر
- التقنية والتكنولوجيا
- قسم إنفوغرافيك وهو قسم يختص بعرض الصور المصممة على برامج الصور والمعلومات المدمجة به

## روابط خارجية
- الموقع الرسمي للصحيفة
- الصفحة الرسمية على الفيس بوك
- الصفحة الرسمية على تويتر